# Antoine Butaud-Dupoux
Antoine Butaud-Dupoux (né le 29 juin 1730 à Saint-Benoît-du-Sault et mort le 19 août 1803 à Paris) est un ecclésiastique qui fut évêque constitutionnel de l'Allier de 1798 à 1801.

## Biographie
Antoine Butaud-Dupoux est originaire du diocèse de Bourges. Il fait ses études aux Missions étrangères de Paris et devient docteur en théologie de l'université de Bourges. Curé de Clion en 1755 puis de Bourbon-l'Archambault en 1759, il passe dans le diocèse d'Autun en 1767, devient archiprêtre en 1769 et obtient la cure de Saint-Pierre de Moulins. Il prête alors le serment civique.
Pendant la Révolution française, François-Xavier Laurent le premier évêque constitutionnel de l'Allier avait apostasié et s'était marié pendant la Terreur. Antoine Butaud-Dupoux  est d'abord choisi le 15 novembre 1797 comme archiprêtre par les prêtres assermentés du diocèse, puis comme successeur de Laurent. Ce fut un évêque « sans église et sans clergé ». Il assiste au Concile de Paris en 1801 et après la signature du Concordat, il se démet en septembre. Il se retire à Paris, où il tombe malade en 1802. Il accepte de se confesser et de signer une déclaration de rétractation avant de mourir le 19 août 1803. L'archevêque concordataire de Paris lui fait rendre les honneurs religieux.